# The Missing Passengers
The Missing Passengers — ирландская поп-рок-группа, вместе с Кивом Коннолли представлявшая свою страну на конкурсе песни Евровидение 1989.
В состав коллектива входили Мэри Малкахи (англ. Mary Mulcahy), Пол Сеймур (англ. Paul Seymour), Дэз Филд (англ. Des Field), Мартин Данли (англ. Martin Dunlea) и Виктор Кулан (англ. Victor Coughlan). The Missing Passengers были образованы в 1983 году, в 1985 ими был подписан контракт с молодым продюсером Кивом Коннолли. В 1989 они выступили от своей страны на ежегодном конкурсе песни Евровидение 1989 с песней «The Real me» Выступление прошло под третьим номером, и в итоге финишировало 18-м, набрав 21 балл. На тот момент (и вплоть до 2001 года) этот результат был худшим для Ирландии.
В 1991 году «The Missing Passengers» распались.